# Apotropina fortis
Apotropina fortis är en tvåvingeart som först beskrevs av Becker 1916.  Apotropina fortis ingår i släktet Apotropina och familjen fritflugor. Inga underarter finns listade i Catalogue of Life.